# Madagaskarduvhök
Madagaskarduvhök (Astur henstii) är en fågel i familjen hökar inom ordningen hökfåglar. Arten är fåtalig och minskar i antal, så pass att den anses vara utrotningshotad, av IUCN placerad i kategorin sårbar.

## Utseende
Madagaskarduvhöken är en stor (52–62 cm) hök. Ovansidan är mörkt gråbrun med ljust ögonbrynsstreck och tätt bandad undersida. Stjärten är lång, liksom de gula benen. Ungfåglar är ljusare bruna ovan och brunaktigt längsstreckade undertill. Den är mycket lik madagaskarsparvhöken, men är både streckad och bandad under hakan så det bildar ett rutigt mönster. Den är också vanligen tvärbandad på undergumpen.

## Utbredning och systematik
Fågeln förekommer på Madagaskar. Den behandlas som monotypisk, det vill säga att den inte delas in i några underarter.

### Släktskap
Madagaskarduvhöken står nära duvhöken (A. gentilis) som enligt DNA-studierna faktisk står närmare kärrhökarna i Circus än typarten för Accipiter, den europeiska sparvhöken (Accipiter ninus). För att kärrhökarna ska kunna behållas i ett eget släkte delas därför Accipiter delas upp i flera mindre släkten, däribland Astur.

## Status och hot
Madagaskarduvhöken tros ha en mycket liten population uppskattad till under 1000 vuxna individer. Den tros också minska i antal, på grund av avskogning och störningar från människan. Internationella naturvårdsunionen IUCN kategoriserar därför arten som sårbar.

## Namn
Fågelns svenska och vetenskapliga artnamn hedrar Gideon van der Henst, holländsk upptäcktsresande och samlare av specimen på Madagaskar.